# Klemm Kl 107
Il Klemm Kl 107 era un aereo da turismo monomotore ad ala bassa a sbalzo, progettato dalla tedesca Klemm Leightflugzeugbau GmbH nel 1940.
Prodotto inizialmente dalla Klemm durante il periodo della seconda guerra mondiale, venne prodotto nuovamente nel periodo postbellico sia dalla Klemm che successivamente dalla tedesca Bölkow Entwicklungen KG.

## Storia del progetto
Il Kl 107 era un velivolo di aspetto convenzionale, dotato di una fusoliera realizzata in legno con cabina di pilotaggio chiusa a due posti affiancati che terminava in un piano di coda dall'impennaggio monoderiva. L'ala bassa era montata a sbalzo ed incorporava un carrello d'atterraggio fisso, completato da un ruotino d'appoggio posteriore.
La produzione si fermò dopo soli 5 prototipi e 20 esemplari di serie realizzati, a causa della distruzione dello stabilimento da parte dei bombardamenti alleati sulla Germania subiti durante la seconda parte della seconda guerra mondiale.
La produzione poté essere ripresa solo nel 1955 con la rifondazione dell'azienda, bloccata a causa delle limitazioni imposte dai trattati di resa della fine del conflitto. il nuovo modello, che assunse la denominazione Kl 107B, mantenne l'aspetto generale del modello precedente pur introducendo alcune migliorie tecniche.
Nell'aprile 1959 la Bölkow Entwicklungen KG assorbì la Klemm continuando a produrre il velivolo con il nome di Klemm Kl 107C dal quale successivamente sviluppò il Bölkow Bo 207.

## Versioni
- Kl 107A - versione prodotta nel periodo bellico, realizzata in 5 prototipi e 20 esemplari di serie.
- Kl 107B - versione postbellica prodotta dalla Klemm, dotata di motore Lycoming O-320 A2A e realizzata in 26 esemplari costruiti.
- Kl 107C - versione prodotta dalla Bölkow, dotata di un terzo posto e numerose migliorie, realizzata in 30 esemplari.